# Лагуат (вилайет)
Лагуа́т (араб.  ولاية الأغواط ‎) — вилайет в центральной части Алжира. Административный центр вилайета — город Лагуат. Лагуат в переводе означает «оазис».

## Географическое положение
Вилайет Лагуат расположен на северной границе пустыни Сахара на переходе между густонаселённым севером и малонаселённым югом Алжира. Граничит с вилайетами Джельфа на севере и востоке, Гардая на юге, Эль-Баяд на западе и Тиарет на северо-западе.

### Расположение и природа
Расположенная на средней высоте 750 м над уровнем моря, провинция Лагуат является частью Атласа Сахары горного хребта, некоторые пики которого возвышаются над уровнем моря на 2000 м. Например, диапазон Djebel Amour достигает максимальной высоты около 2200 м.
Лагуа находится почти в 400 км от Алжира, столицы Алжира.
Местные фруктовые сады, здания и мечети раскинулись на фоне обширных степей, гор и пастбищ. Крупнейшим притоком в этом районе являются река Челиф и река М'зи, которые берут начало в горах Вади-Эт-Тавиль.
Район характеризуется пастбищным, сельскохозяйственным и горным характером. Он также содержит промышленный регион, расположенный в Хасси Р'мель.

Oued M'zi

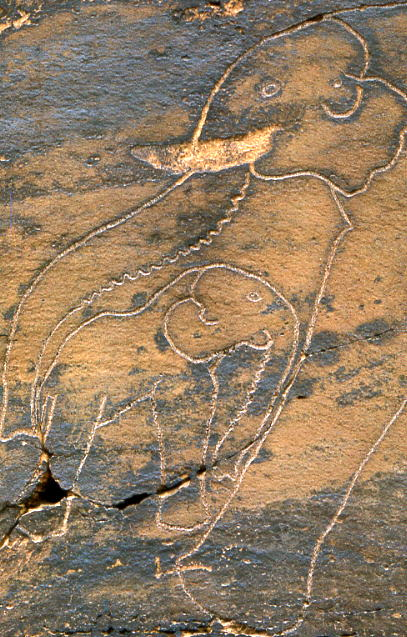
El Ghicha

.

## Административное деление
Административно вилайет разделен на 10 округов и 24 коммун.

Округа вилайета Лагуат.

| № на карте | Округ                                 | Число коммун | Площадь, км² | Население, чел. (2008) |
| ---------- | ------------------------------------- | ------------ | ------------ | ---------------------- |
| 1          | Афлу (Aflou)                          | 3            | 1548         | 113 197                |
| 2          | Айн-Махди (Aïn Mahdi)                 | 5            | 7820         | 50 303                 |
| 3          | Брида (Brida)                         | 3            | 985          | 15 924                 |
| 4          | Эль-Гиша (El Ghicha)                  | 1            | 730          | 6079                   |
| 5          | Гельтет-Сиди-Саад (Gueltet Sidi Saâd) | 4            | 2605         | 38 171                 |
| 6          | Хасси-Рмель (Hassi R’Mel)             | 2            | 5912         | 33 337                 |
| 7          | Ксар-эль-Хиран (Ksar El Hirane)       | 2            | 2700         | 33 462                 |
| 8          | Лагуат (Laghouat)                     | 1            | 400          | 144 747                |
| 9          | Уэд-Морра (Oued Morra)                | 2            | 785          | 8829                   |
| 10         | Сиди-Махлуф (Sidi Makhlouf)           | 2            | 1840         | 17 910                 |